# Đầm lầy Biebrza
Đầm lầy Biebrza (Thung lũng Biebrza) là một khu phức hợp đất ngập nước, nằm trên thung lũng sông Biebrza, ở Suwałki, Łomża ở phía đông bắc Ba Lan. Khu vực này bao gồm các kênh sông, hồ, đầm lầy mở rộng với các khu vực nhiều cây cối trên mặt đất cao hơn và các mỏ than bùn được bảo quản tốt chiếm diện tích khoảng 1.000   km 2. Khu vực này cho thấy rõ ràng một loạt các môi trường sống từ đồng than bùn thấp tới đầm lầy cao, phân loại thành rừng ẩm ướt. Vì sự kế thừa độc đáo này, khu vực này hỗ trợ nhiều loại động vật hoang dã với số lượng lớn các loài chim và động vật có vú. Hơn 250 loài chim đã được ghi nhận bao gồm hơn 80% avifauna của Ba Lan. Bắt đầu từ đầu mùa xuân, những con chim giao phối thu hút những người ngắm và nghiên cứu chim từ khắp nơi trên thế giới.
Đầm lầy trong khu vực thường bị ngập lụt và đất phù sa tạo ra một loạt các thảm thực vật ngập nước.
Đây là một trong những nơi trú ẩn động vật hoang dã lớn nhất ở châu Âu. Phần lớn của khu vực này là Công viên Quốc gia Biebrza, được bao phủ bởi Công ước Ramsar để bảo vệ vùng đất ngập nước và nơi sinh sản của chim.

## Động thực vật
Trong khu vực của đầm lầy Biebrza, 43 quần hợp thực vật đã được phân biệt, một số hiếm thấy ở các khu vực khác của Ba Lan. Các vùng chủ yếu là nước, đầm lầy, than bùn, lau sậy và các vùng rừng bao gồm (cây Tổng quán sủ, bạch dương, rừng ven sông). Đặc biệt có giá trị là một nhóm lớn các quần thể có rêu, chứa nhiều loài quý hiếm và bị loại bỏ, biến mất ở các vùng khác của đất nước.
Thảm thực vật được đặc trưng bởi sự đa dạng lớn, mức độ tự nhiên cao và sự hiện diện của nhiều loài quý hiếm, như:
- cây bụi bạch dương và cây liễu
- Forkbeards: Lycopodium annotinum, thạch tùng, linh sam
- Hoa cẩm chướng, Chimaphila umbellata, Polemonium caeruleum
- Cây gọng vó: Drosera rotundifolia, Drosera anglica
- Peesularis sceptrum-carolinum, marsh gentian, Swertia perennis
- Irit Siberia.
- hoa lan (20 loài), trong số những loài khác: phong lan dép Lady, Dactylorhiza incarnata.

## Quần thể động vật
Đầm lầy Biebrza là khu vực sinh sản quan trọng nhất đối với nhiều loài chim đất ngập nước ở Ba Lan và trong số những loài quan trọng nhất ở Trung và Tây Âu. Tầm quan trọng này ngày càng tăng khi các vùng đất ngập nước đang biến mất khỏi cảnh quan của châu Âu. Thung lũng Biebrza có tầm quan trọng lớn đối với việc cho ăn và nghỉ ngơi nhiều loài chim trong các cuộc di cư hàng năm. Ngoài ra còn có các loài sinh sản phía bắc và các loài có trung tâm địa lý nằm ở vùng taiga và lãnh nguyên.
Trong số các động vật có vú trong đầm lầy Biebrza là:
- nai sừng tấm, chỉ sống sót ở đây cho Thế chiến II và được bảo vệ bằng cách nhân lên và lan rộng trên lãnh thổ Ba Lan
- hươu đỏ, hươu nai, lợn rừng, thỏ nâu, hải ly châu Âu
- sói, cáo, gấu trúc, lửng, polecat, thông mart, rái cá, stoat, chồn

Ở vùng biển Biebrza, có khoảng 36 loài cá như cá chó, cá da trơn Wels, lươn và cá bống và cá râu cũng là điển hình của chân đồi.